# Mateusz Wieteska
Mateusz Wieteska (* 11. Februar 1997 in Warschau) ist ein polnischer Fußballspieler.

## Karriere

### Verein

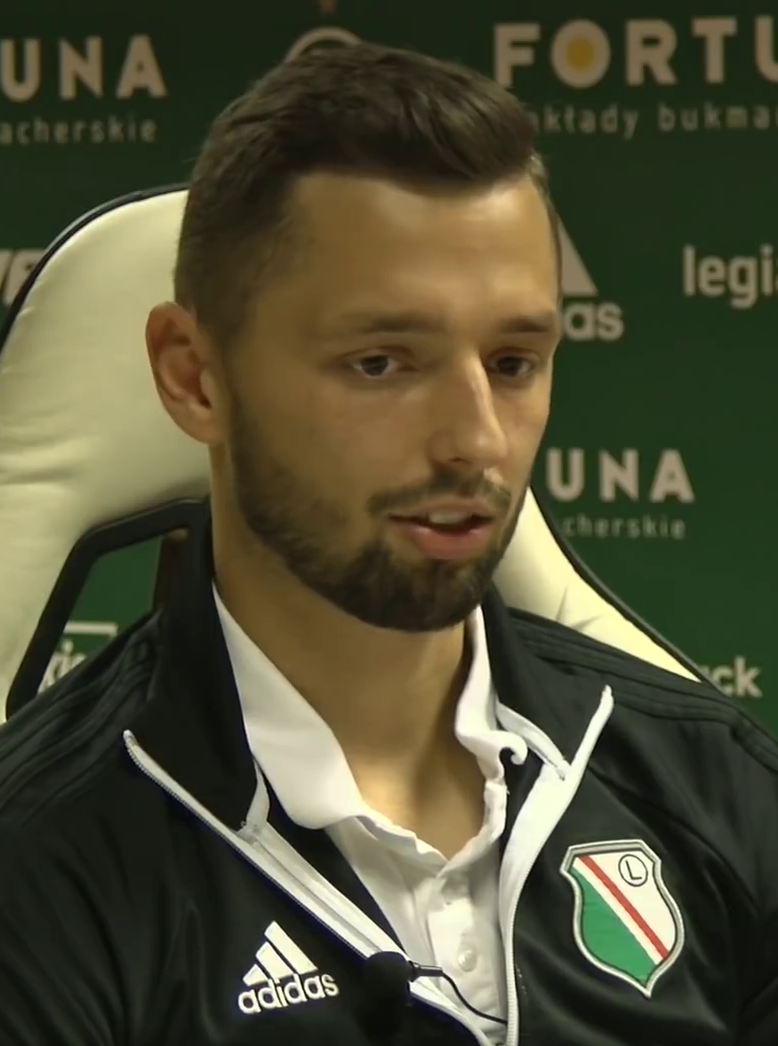
Mateusz Wieteska, 2018

Aus der Jugend von Legia Warschau kommend wechselte er von der U19 zum Start des Jahres erst in die zweite Mannschaft und anschließend zur Spielzeit 2014/15 auch fest in die erste Mannschaft. Nachdem er in seiner ersten Saison in der Ekstraklasa nur auf zwei Einsätze kam, verlieh ihn sein Klub zur darauffolgenden Saison dann bis Februar 2016 an Ząbkovia Ząbki. Hier kam er dann zumindest in seiner Zeit hier auf acht Einsätze. Im Januar 2017 folgte dann eine weitere Leihe, diesmal zu Chrobry Głogów, wo er dann bis zum Ende der Spielzeit verblieb.
Daraufhin verließ er auch ablösefrei Legia und schloss sich Górnik Zabrze an. Bei diesen kam er in der Saison 2017/18 quasi durchgehend zum Einsatz und erreichte auch das Halbfinale des Pokals, wo er mit seiner Mannschaft am Ende an seinem Ex-Klub Legia scheiterte. Diese holten ihn dann zur Runde 2018/19 für eine Ablöse von 125.000 € zurück. In der folgenden Zeit holte er mit seiner Mannschaft dann drei Mal die Meisterschaft.
Zur Spielzeit 2022/23 wechselte er zum französischen Klub Clermont Foot. Nach nur einem Jahr verließ der Spieler Frankreich wieder und schloss sich Cagliari Calcio an.

### Nationalmannschaft
Sein Debüt in der polnischen A-Nationalmannschaft hatte er am 14. Juni 2022 bei einer 0:1-Niederlage gegen Belgien in der UEFA Nations League. Hier stand er in der Startelf und wurde zur 84. Minute für Kamil Grosicki ausgewechselt. Danach wurde er am 16. November des Jahres bei einem 1:0-Freundschaftsspielsieg über Chile eingesetzt.
Auch wurde er für den Kader der Mannschaft bei der Weltmeisterschaft 2022 nominiert, erhielt bislang jedoch noch keinen Einsatz.